# Dean Groff
Dean Groff, slovenski častnik, brigadir * 30. oktober 1969, Ajdovščina.
Od 14. junija 2024 je načelnik Generalštaba Slovenske vojske (GŠSV).
Polkovnik Groff je bivši poveljnik 17. BVP.

## Vojaška kariera
- povišan v polkovnika
povišan v podpolkovnika (29. oktober 2001)
- častnik, trilateralna brigada (5. september 2001 - )
- poveljnik 17. bataljona vojaške policije SV (1999)

## Odlikovanja in priznanja
- bronasta medalja Slovenske vojske (11. maj 1998)
- medalja v službi miru (10. maj 2000)
- medalja generala Franca Rozmana Staneta: 7. oktober 2011[2]